# دوشیزه جهان ۲۰۱۴
دوشیزه جهان ۲۰۱۴ (انگلیسی: Miss Universe 2014)

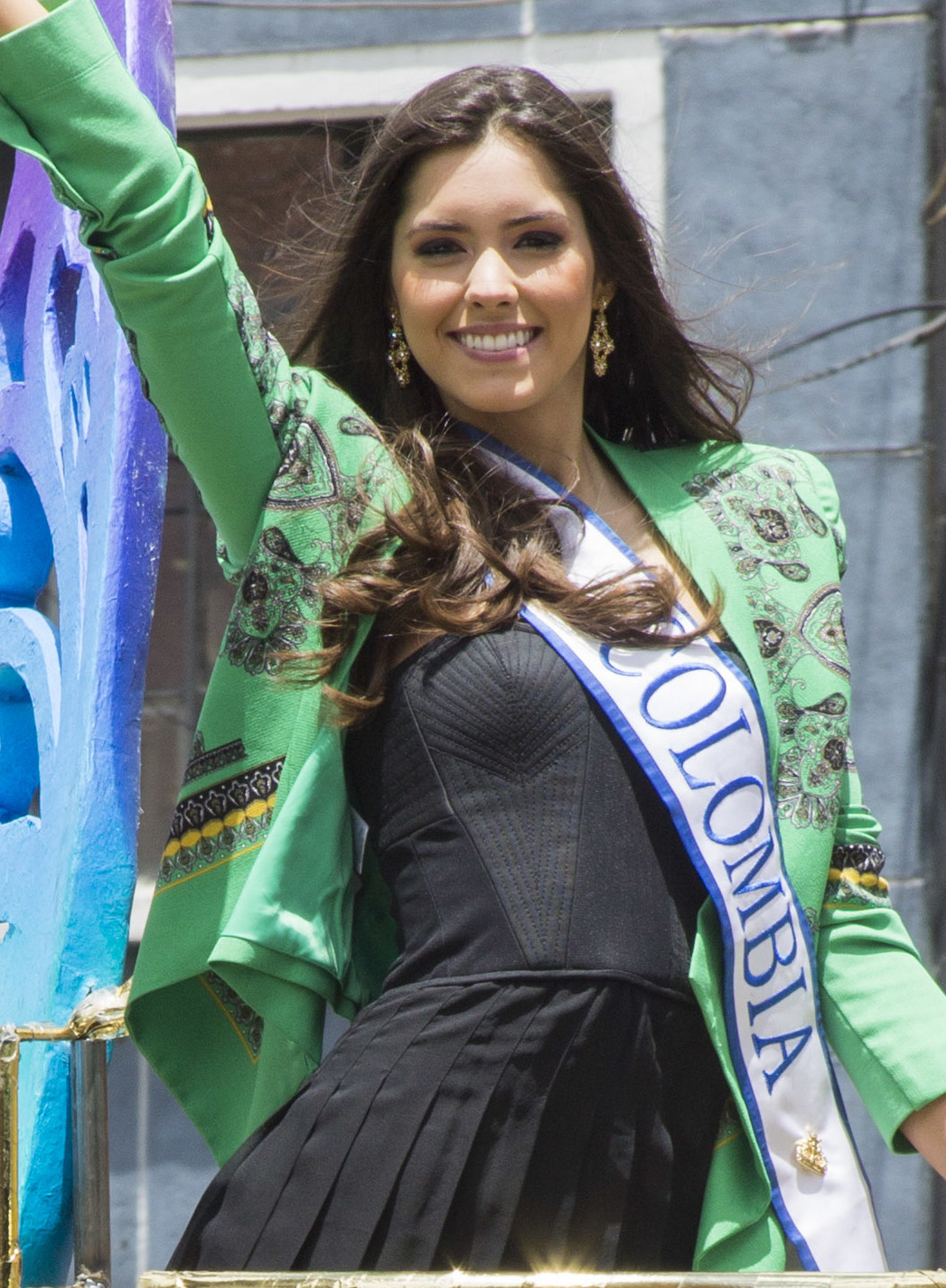
پاولینا وگا دوشیزه جهان ۲۰۱۴

۶۳مین دوره دوشیزه جهان بود، که در ۲۵ ژانویه ۲۰۱۵ در امریکن ایرلاینز آرینا، فلوریدا، ایالات متحده آمریکا برگزار شد. پاولینا وگا از کلمبیا توانست برنده این رویداد شود و این دومین باری بود که شرکت کننده‌ای از کلمبیا توانست برنده عنوان دوشیزه جهان شود.